# Cose dell'altro mondo (film 1914)
Cose dell'altro mondo è un film muto italiano del 1914 diretto da Carlo Simoneschi.